# Мэй (динозавр)
Мэй (лат. Mei) — род птицеподобных динозавров из семейства троодонтид, группы тероподов, живших во времена нижнемеловой эпохи (139,8—122,46 млн лет назад) на территории Восточной Азии.

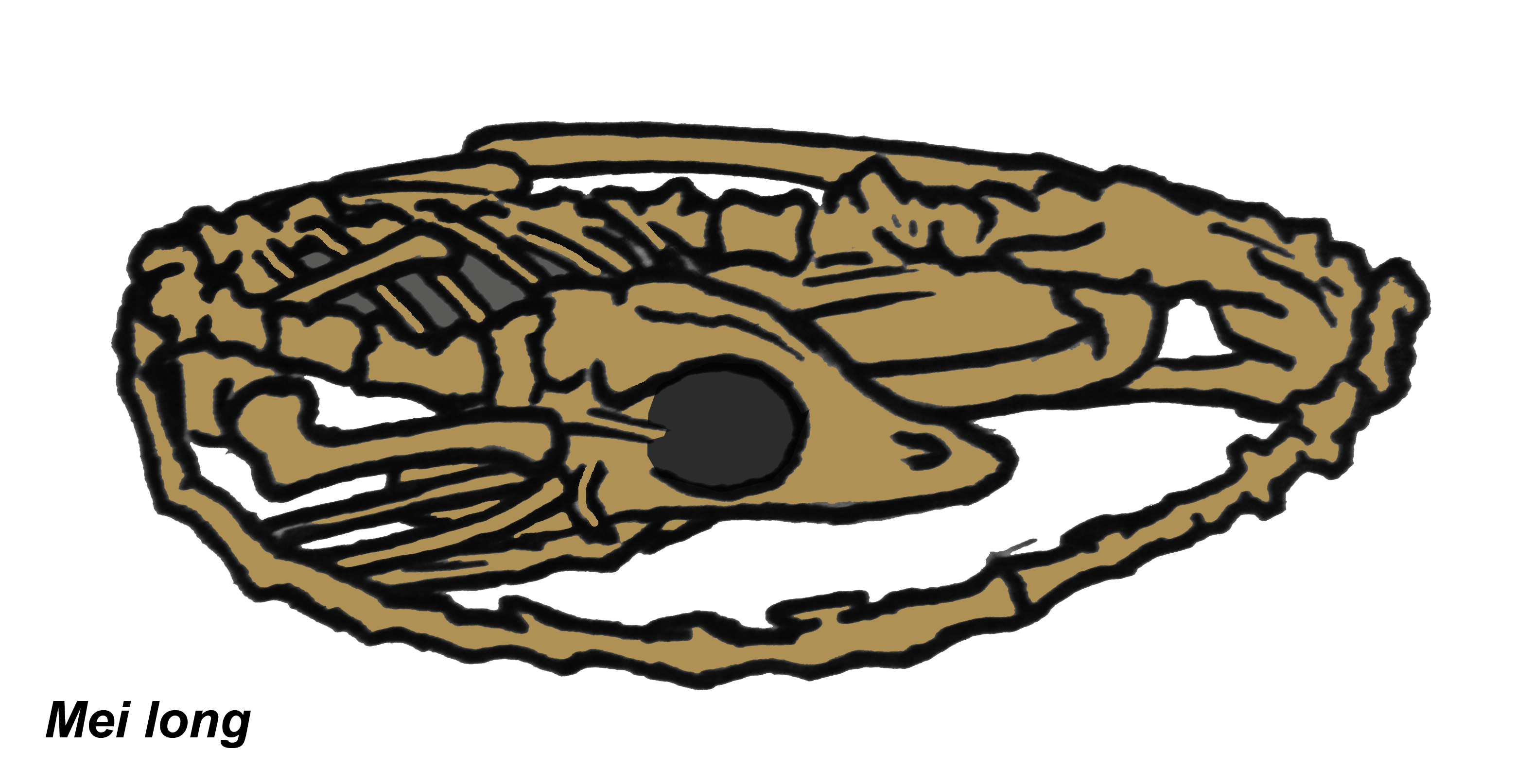

Окаменелости этого вида были найдены в провинции Ляонин, Китай. Впервые описан палеонтологами Сюй Сином и Марком Нореллом в 2004 году. Представлен одним видом — Mei long (мэй лун). Мэй — единственный динозавр, найденный окаменевшим во время сна, чем и объясняется его китайское название — «спящий дракон». Второй найденный скелет также имеет сходную позу.
Голотип IVPP V.12733 состоит из почти полного скелета, раскопанного близ деревни Люцзятунь (Lujiatun) около Бэйпяо в геологической формации Исянь, относящейся к аптскому ярусу.